# Linia kolejowa nr 684
Linia kolejowa nr 684 – pierwotnie dwutorowa, obecnie jednotorowa, nieczynna, zelektryfikowana linia kolejowa znaczenia miejscowego łącząca posterunek odgałęźny Borowiany z posterunkiem odgałęźnym Krupski Młyn.
Linia umożliwia prowadzenie ruchu towarowego z kierunku Tarnowskich Gór w stronę Lublińca, odciążając linię kolejową Kalety – Wrocław Popowice WP2. Spadek w przewozach towarowych przyczynił się do stopniowej degradacji linii. Z czasem wyłączono z ruchu jeden z torów oraz został on pozbawiony sieci trakcyjnej. W związku z rewitalizacją linii kolejowej Paczyna – Lubliniec przebudowano posterunek Krupski Młyn, zlikwidowano wjazd na wyłączony tor, a później fizycznie go rozebrano.